# Río Daymán
Der Río Daymán ist ein Fluss im Nordwesten Uruguays.
Der Nebenfluss des Río Uruguay, in den er mündet,  entspringt in der Hügelkette der Cuchilla de Haedo und bildet auf seinem 210 km langen Verlauf gleichzeitig die natürliche Grenze zwischen den Departamentos Salto und Paysandú. Die Größe seines Einzugsgebiets beträgt 3.183 km². An seinen Ufern in der Nähe der Stadt Salto liegen die Termas del Daymán.

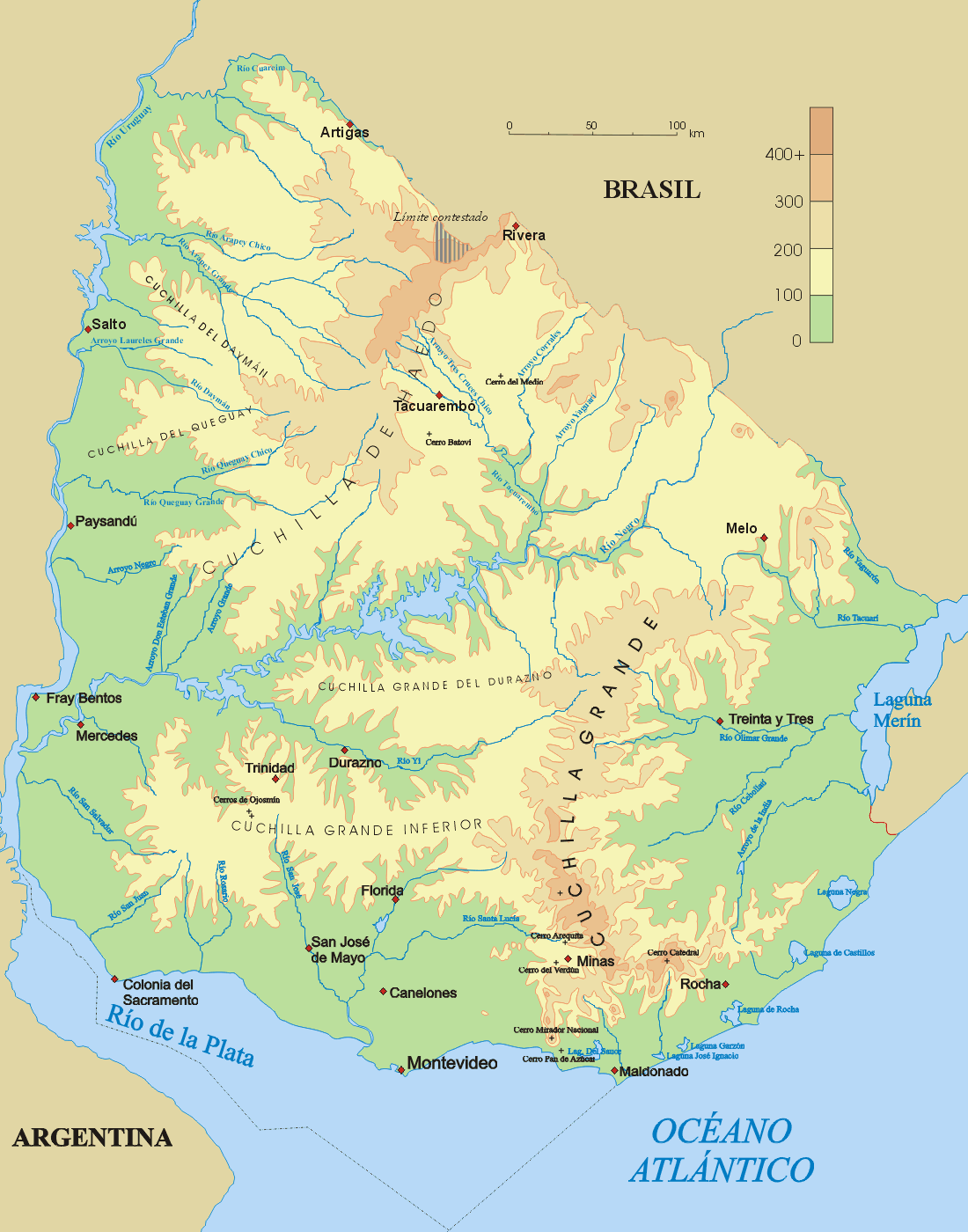
Karte mit Verlauf des Flusses